# Do tańca
Do tańca – singel polskich raperów Malika Montany oraz Żabsona, promujący album studyjny, zatytułowany Adwokat diabła. Singel został wydany 17 września 2022.
Nagranie uzyskało certyfikat dwukrotnie platynowej płyty, przekraczając liczbę 150 tysięcy sprzedanych kopii.

## Geneza utworu i historia wydania
Utwór napisali i skomponowali Mosa Ghawsi i Mateusz Zawistowski.
Singel ukazał się w formacie digital download 17 września 2022 w Polsce za pośrednictwem wytwórni płytowej Epic Records Germany w dystrybucji Sony Music Entertainment. Kompozycja została umieszczona na piątym albumie studyjnym Malika Montany – Adwokat diabła.

## Teledysk
Do utworu powstał teledysk, który udostępniono w dniu premiery singla za pośrednictwem serwisu YouTube.

## Lista utworów
- Digital download[4]

1. „Do tańca” – 2:34

## Certyfikaty i sprzedaż
| Kraj          | Certyfikat         | Sprzedaż |
| ------------- | ------------------ | -------- |
| Polska (ZPAV) | 3x platynowa płyta | 150 000+ |